# Rhyzobius litura
Rhyzobius litura és un coleòpter pertanyent a la família dels coccinèlids.

## Descripció
Insecte xicotet de forma ovalada, més llarg que ample (2,5–3 mm de llargària). Superfície dorsal amb pilositat fina. Cap amb aparell bucal en una gamma de marró clar que varia en funció dels exemplars. La cavitat ocular és de color castany fosc. Antenes molt llargues amb els artells tallats en bisell. Mandíbula amb dues dents. Els ulls amb ommatidis toscs. El pronot amb els marges laterals rectes, encara que hi ha exemplars amb alguna curvatura. Màxima amplària en la base. La coloració és quasi sempre clara uniforme, en to marró clar, encara que hi ha casos que presenten dues xicotetes taques basals que poden arribar a unir-se. Les epipleures, les potes, el prostern i els apèndixs són groguencs. Els èlitres es presenten amb puntuació gruixa dispersa entre una altra més fina i nombrosa. Les epipleures són fines i descendeixen solament fins a dos terços de l'èlitre. L'abdomen té sis esternits visibles, el primer dels quals presenta les línies femorals completes com el subgènere de Scymnus “pullus”. Les tíbies són piloses i no dilatades, plegades s'allotgen en els fèmurs, els tarsos són criptotetràmers. Algunes formes observades són clares o molt clares. Quan s'enfosqueixen apareix amb més intensitat una taca gradualment més fosca que afecta a la part inferior del metastern i primer segment abdominal. L'aparell copulador té el lòbul central del tegmen més curt que els paràmers (lòbuls laterals). Presenta amb freqüència una atròfia alar.

## Distribució, hàbitat i alimentació
Aquest micrococcinèlid es troba principalment a Europa Occidental, sobretot a les Illes Britàniques, on és de les espècies més habituals, fins i tot es pot trobar a les Açores. Viu a les zones més suaus de l'Europa Oriental. I a tot el sud del continent, l'àrea de circulació s'estén entre Portugal i Grècia. Es solapa de moltes maneres amb la de les espècies relacionades Rhyzobius chrysomeloides.
Habita en clapes denses de diverses plantes, i sovint, però no sempre, en llocs secs. Són actius a principis de primavera quan encara romanen les restes de plantes de la temporada anterior. Sembla que la seua població augmenta durant l'estiu fins a finals de tardor. En arribar la temporada de calor busquen recer sota la fullaraca o en racons frescos. Durant l'hivern, els adults hibernen a prop del nivell del sòl, majoritàriament sota fusta, restes vegetals o motes d'herba.
Forma part de la fauna auxiliar dels camps de cítrics, concretament als depredadors del pugó, encara que no és de les espècies més representatives. També apareix en camps de cereals i d'oliveres, sent de les espècies més importants de coccinèlids en aquest últim cultiu.
Introduïda d'Austràlia com a control biològic de plagues, a la península Ibèrica les primeres cites són a Màlaga (1958) i Granada (1973). Més recentment ha sigut trobada a Aragó (2004), Catalunya (2012) i Huelva (2012). És més freqüent al sud de la Península, estranya al nord i en zones altes, en ser sensible a les baixes temperatures.
S'alimenten d'àfids, conídies d'Oidium, Alternaria, i Cladosporium, espores de Puccinia, pol·len de poàcies i del malcoratge.